# Aegilops speltoides
Aegilops speltoides là một loài thực vật có hoa trong họ Hòa thảo. Loài này được Tausch mô tả khoa học đầu tiên năm 1837.